# Anatoli Lunatxarski
Anatoli Lunatxarski (rus: Анатолий Васильевич Луначарский)  (Poltava, 11 de novembre de 1875 (Julià) - Menton, 26 de desembre de 1933), nom complet amb patronímic Anatoli Vassílievitx Lunatxarski, fou un revolucionari rus, estadista soviètic, escriptor, traductor, publicista, crític i historiador de l'art.
Des d'octubre de 1917 fins a setembre de 1929 fou el primer comissari d'educació popular de la RSFSR. Participà activament en la revolució de 1905-107 i en la gran revolució socialista d'octubre de 1917. Fou també acadèmic de l'Acadèmia de Ciències de l'URSS (01.II.1930).

## Revolucionari marxista
Lunatxarski es va convertir en marxista a l'edat de 15 anys, i després d'estudiar a la Universitat de Zúric —on es va trobar amb Rosa Luxemburg i Leo Jogiches— es va unir al Partit Obrer Socialdemòcrata Rus, en el qual era conegut com a Voinov.
Després de la divisió del partit el 1903 en bolxevics (liderats per Lenin) i menxevics (liderats per Iuli Màrtov), Lunatxarski va prendre partit inicialment pels bolxevics, fins 1905. Formava part de la redacció del diari Vperiod (‘Endavant’). No obstant això, després de la derrota de la Revolució russa de 1905, els desacords polítics amb Lenin el van allunyar dels bolxevics. Va sostenir en aquells dies la necessitat d'unir el marxisme amb la religió.
El 1907 va publicar el fullet Sobre l'actitud del Partit davant els sindicats, amb pròleg de Lenin. Després d'una llarga estada a Itàlia (Capri i Bolonya), on va conèixer Aleksandr Bogdànov i Maksim Gorki, va anar a París el 1913, on va fundar un Cercle de Literatura Proletària.
Va sostenir una posició internacionalista oposada a la participació en la Primera Guerra Mundial. El 1915 va restablir amb Pàvel Lébedev-Polianski el diari Vperiod amb èmfasi en la «cultura proletària».
Abans de la Revolució Russa va ser crític d'art i periodista, i membre dels Mejraiontsi, petita tendència del partit socialdemòcrata rus que no s'alineava ni amb bolxevics ni amb menxevics, però es va unir de nou als bolxevics el 1917.

## Comissari d'Educació

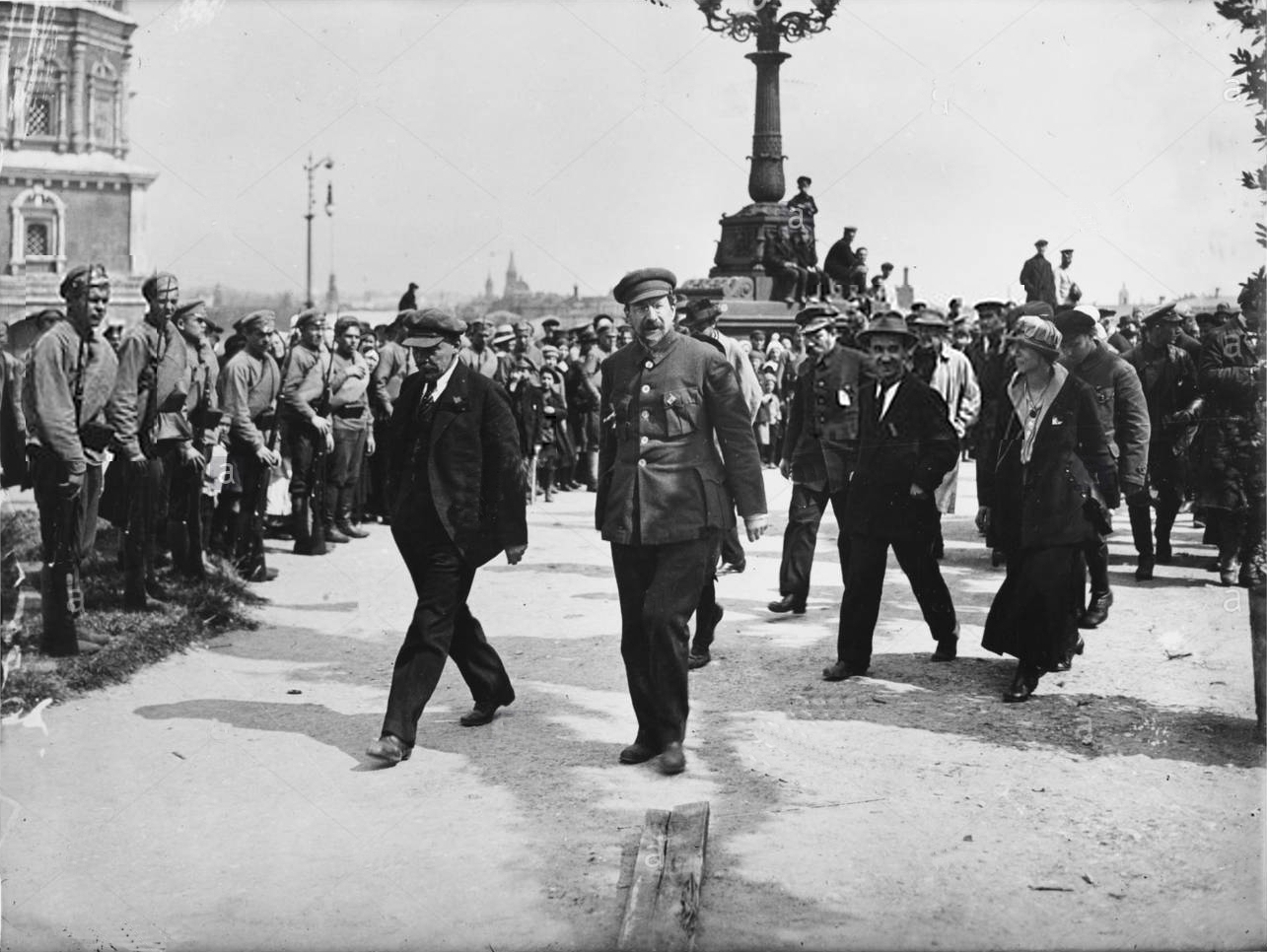
Lunatxarski amb Lenin en la inauguració del monument Emancipació del Treball, 1 de maig de 1920.

Després de la Revolució d'Octubre va ser nomenat Comissari del Narkompros (abreviatura de Narodni komissariat prosvesxeni, rus: Наро́дный комиссариа́т просвеще́ни, Comissariat Popular d'Educació), en el primer govern soviètic i va romandre en aquest càrrec fins al 1929. on va exercir des de 1917 fins a 1929, (El 1921, el diari The New York Times va informar de la seva dimissió.) el que li va donar molta responsabilitat en temes educatius.
Lunatxarski es va associar amb l'establiment del Teatre Tovstonógov el 1919, treballant amb Maksim Gorki, Aleksandr Blok i Maria Andréieva. També va ser l'encarregat del primer sistema de censura de l'estat soviètic.
Al costat d'Aleksandr Bogdànov, Lunatxarski va ser un dels fundadors del moviment artístic proletari, Proletkult. Els seus intents d'implantar una nova escola reformada, compartits amb la seva col·laboradora i subordinada Nadejda Krúpskaia —esposa de Lenin— van acabar per fracassar. Intel·lectual culte favorable a les reformes, Lunatxarski estava mancat, emperò, de talent administratiu.
En el camp del teatre va fomentar l'Octubre Teatral i els artistes revolucionaris com Vsévolod Meierhold, al qual va encomanar la secció de teatre. També va protegir artistes com Konstantín Stanislavski, Aleksandr Taírov i els teatres acadèmics Teatre de l'Art de Moscou, antics teatres imperials, i va fur a terme una important tasca cultural. Lunatxarski va supervisar millores massives en el grau d'alfabetització de la Unió Soviètica, i fou considerat una persona bastant indulgent. Mentre fou comissari, «les iniciatives de Lunatxarski inclogueren l'establiment de l'escola d'Isadora Duncan a Moscou. Fou un dramaturg, crític, assagista i home de cultura àmpliament admirat. Com a primer comissari d'educació després de la revolució bolxevic de 1917, se li va atribuir la preservació de gran part del patrimoni cultural de Rússia».
Lunatxarski va dirigir alguns dels grans experiments en arts públiques després de la Revolució, com ara els agit-trens i els agit-vaixells, que circulaven per tota Rússia i van estendre la revolució i les arts revolucionàries.

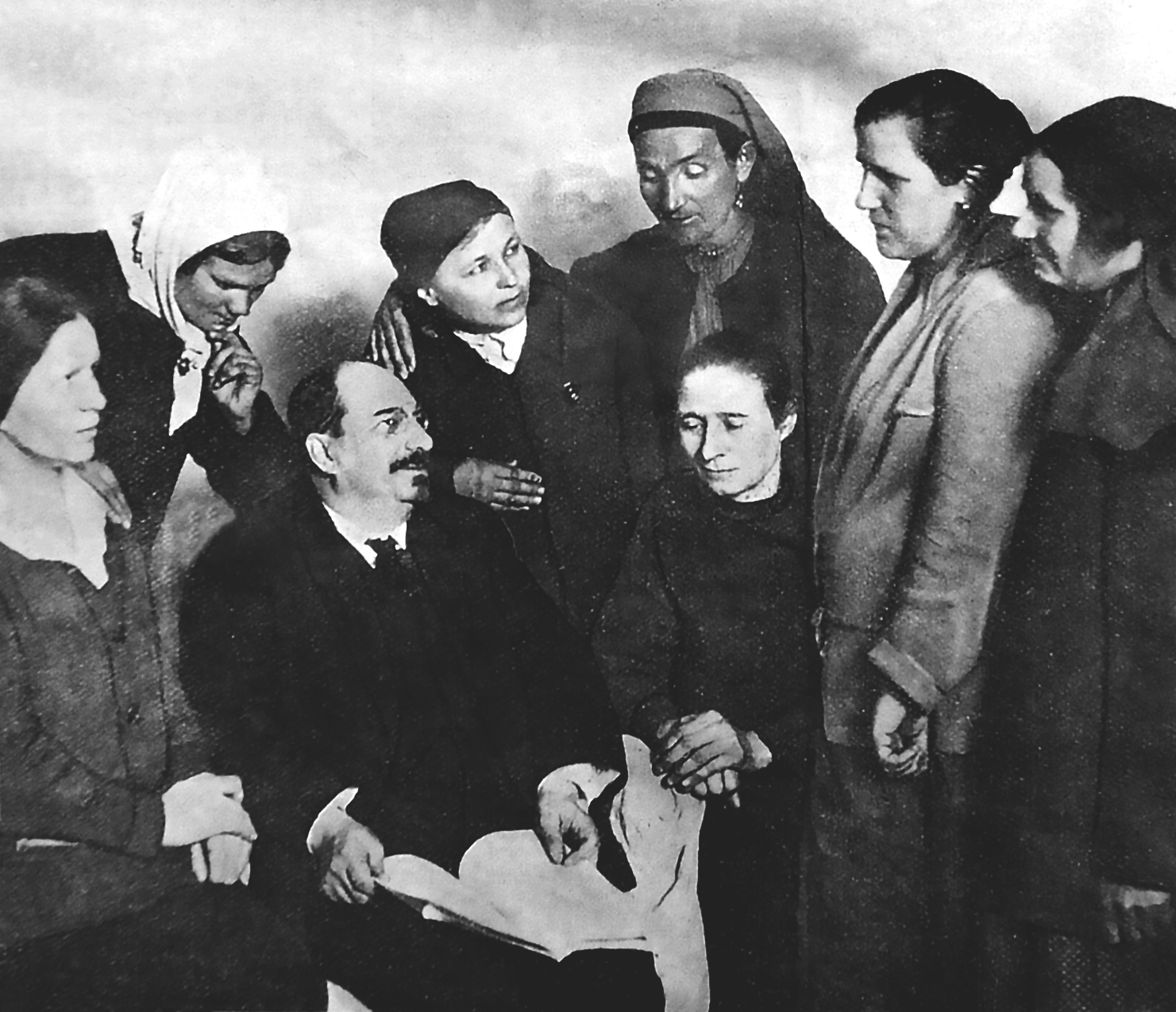
Anatoli Lunatxarski, comissari popular per a l'educació del 13è Congrés dels Soviets de la RSFSR. Abril de 1927.

També va donar suport als experiments teatrals del constructivisme i iniciatives com les «Finestres Rosta», cartells revolucionaris dissenyats i escrits per Maiakovski, Rodtxenko i altres.
Al juny de 1919, The New York Times va denunciar els esforços de Lunatxarski en l'educació en un article titulat Reds Are Ruining Children of Russia (‘Els rojos estan arruïnant els nens de Rússia’). Va afirmar que inculcava un «sistema de depravació moral calculada ... en una de les mesures mes diabòliques de totes les mesures concebudes pels governants bolxevics de Rússia».
El 1929, Lunatxarski va donar suport a un canvi de l'alfabet ciríl·lic a l'llatí a l'URSS.
Durant la seva tasca com a comissari d'instrucció impulsà el cèlebre judici contra Déu pels seus crims contra la humanitat. El judici es va perllongar durant cinc hores i en ell es va col·locar una bíblia a la banqueta dels acusats. Els fiscals van presentar nombroses proves de culpabilitat basades en testimonis històrics i els defensors designats per l'estat soviètic van aportar arguments a favor de la innocència de Déu. La seva basa principal va ser la petició d'absolució per greu demència i trastorns psíquics. No obstant això, el tribunal va deixar clar des del principi que no acceptaria una petició d'absolució, a causa de l'extrema gravetat dels delictes jutjats. Al final Déu va ser declarat culpable. El 17 de gener de 1918, a les 6:30 hores del matí, un escamot d'afusellament va disparar cinc ràfegues de metralladora contra el cel de Moscou. La sentència de mort contra Déu s'havia complert.
Va dimitir, junt amb Nadejda Krúpskaia i un altre important membre del comissariat l'abril de 1929, probablement en desacord amb la reforma educativa que s'estava implantant. Tot i que la seva dimissió va ser rebutjada, finalment fou reemplaçat al setembre per un fervent partidari de Stalin, Andréi Búbnov.

## Darrers anys
Després de deixar el càrrec de comissari de cultura i educació, va ser nomenat president del Comitè Central de Científics de l'URSS. El 1930 fou nomenat acadèmic de l'Acadèmia de les Ciències de l'URSS. A principis dels anys 30, Lunatxarski va ser el director de l'Institut de Literatura i Llengua de l'Acadèmia Comunista, director de l'Institut de Literatura de l'Acadèmia de Ciències de l'URSS i un dels redactors de l'Enciclopèdia Literària. Lunatxarski coneixia personalment escriptors estrangers tan famosos com Romain Rolland, Henri Barbusse, Bernard Shaw, Bertolt Brecht, Carl Spitteler, H.G. Wells i altres.
El 1930, Lunatxarski va representar la Unió Soviètica a la Societat de Nacions fins al 1932.
El setembre del 1933, va ser nomenat ambaixador de l'URSS a Espanya, on no va poder arribar per motius de salut.
Va ser vicecap de la delegació soviètica durant la conferència de desarmament a la Societat de Nacions. Lunatxarski va morir al desembre de 1933, de camí cap a Espanya, per una angina de pit, a la localitat francesa de Menton. El seu cos fou incinerat, i l'urna amb les seves cendres reposa a la Necròpolis de la Muralla del Kremlin, a la Plaça Roja de Moscou.

## Família
- Primera esposa (1902-1922) - Anna Aleksàndrovna Malinóvskaia (1883-1959) - escriptora, germana del filòsof i polític A. A. Bogdànov-Malinovski.
  - Fill - Anatoli Anatólievitx (1911-1943) - a ser un escriptor que es va oferir voluntàriament per anar al front, va morir durant un desembarcament a Novorossiïsk[13]
- Segona esposa (1922-1933) - Natàlia Aleksàndrovna Rozenel (1902[14] -1962) - actriu, traductora, autora de la memòria Memòria del cor.
  - Filla adoptiva, Irina Lunatxàrskaia (1918-1991). Fou enginyera química, militar i periodista.
- Nadejda Nadéjnina (de soltera, Bruixtein, 1908-1979), ballarina[15] La filla d'aquesta unió extramarital és Galina Lunatxàrskaia (1924-?).[16]

Germans
- Mikhaïl Vassílievitx Lunatxarski (1862-1929) - cadet, col·leccionista de llibres sobre art.
- Platon Vassílievitx Lunatxarski (1867-1904) - metge,participant del moviment revolucionari de 1904-1905
- Iàkov Vassílievitx Lunatxarski (1869-1929) - advocat.
- Nikolai Vassílievitx Lunatxarski (1879-1919) - fins a l'octubre de 1917 delegat de la Unió de Ciutats del districte de Kíev. Posteriorment es dedicà a activitats socials. Va morir de tifus a Tuapsé.

## Creativitat
Lunatxarski va fer una gran contribució a la formació i al desenvolupament de la cultura socialista, en particular al sistema soviètic d'educació, publicació, teatre i cinema. Segons Lunatxarski, el patrimoni cultural del passat pertany al proletariat i només a ell.

### Obres
Lunatxarski fou un prolífic escriptor. Va escriure assajos literaris sobre l'obra de nombrosos autors com ara Aleksandr Puixkin, George Bernard Shaw o Marcel Proust. La seva obra més important, però, són les seves memòries, titulades Siluetes revolucionàries, rus: Литературные силуэты Literatúrnie silueti, que descriuen anècdotes i les impressions generals de Lunatxarski sobre Lenin, Trotski i vuits revolucionaris més. Trotski va reaccionar a algunes de les opinions de Lunatxarski en la seva pròpia autobiografia, La meva vida, rus: Моя жизнь Moia jizn.
D'altra banda, també és reconegut com a expert en art i crític literari, interessat tant en la filosofia marxista com en altres teòrics com ara Johann Gottlieb Fichte, Friedrich Nietzsche i Richard Avenarius, i capaç de mantenir correspondència amb figures destacades de la cultura occidental, com Bernard Shaw, Romain Rolland o Herbert George Wells.

### Posició filosòfica
La posició filosòfica de Lunatxarski va ser influenciada sobretot per Karl Marx, Friedrich Nietzsche, Lenin i Avenarius.
En els seus dies escolars, Lunatxarski estava familiaritzat amb les idees de Marx, de les quals estigué convençut fins a la seva mort. Lunatxarski era un marxista convençut i ja va participar durant el seu batxillerat en cercles estudiantils, que estaven sota influència marxista.
Durant els seus estudis a Suïssa, Lunatxarski va estar sota la forta influència de Richard Avenarius, professor de la Universitat de Zúric. Avenarius va tractar amb un empirisme crític de donar una doctrina de la realitat independent de la metafísica dogmàtica (positivisme).
Atès que Lunatxarski tenia una susceptibilitat a tot el que fos formidable i artísticament emocional, es va veure fascinat per Nietzsche, així com per molts altres filòsofs del seu temps. Només tardanament, la crítica marxista tracta els ensenyaments de Nietzsche, incloent Lunatxarski.
La primera trobada de Lenin amb Lunatxarski es va produir quan el primer va demanar a Lunatxarski de reballar amb ell i altres marxistes per al periòdic Vperiod. Lenin va veure en Lunatxarski un valuós membre del partit i volia alliberar-lo de les heretgies d'Avenarius. Lenin veia en la filosofia d'Avenarius un idealisme subjectivista i va lluitar amb el seu fort impacte sobre la filosofia russa. La forta crítica a Lenin en la seva obra El materialisme i l'empiriocriticisme, rus: Материализм и эмпириокритицизм Materializm i empiriokrititsizm anava dirigida als makhistes russos, però sobretot a Lunatxarski. Posteriorment, Lenin i Lunatxarski també es van criticar sovint l'un a l'altre, però això mai no va comprometre seriosament la seva cooperació.

### Estètica
La teoria de l'estètica de Lunatxharski està influenciada per Richard Avenarius, Herbert Spencer, però també per Arthur Schopenhauer i Charles Darwin. La va desenvolupar a Els fonaments d'una estètica positiva, rus: Основы позитивной эстетики Osnovi pozitivnoi estetiki (1904).
La pregunta «Què és la vida?» és el punt de partida de les seves consideracions estètiques. Les consideracions biomecàniques i psicològiques constitueixen per a Lunatxarsky la base necessària per a l'«estètica positiva», ja que l'estètica és la ciència de la valoració, i en part de l'activitat creadora que es deriva de la valoració.
L'art, però també la ciència, la religió i la filosofia, es desenvolupen, per tant, en una societat determinada. En conseqüència, aquest desenvolupament està relacionat amb l'estructura de la societat i la seva base econòmica. L'art només ha de donar alegria i llibertat. Tanmateix, això només és possible si les «necessitats originals» estan almenys satisfetes temporalment.

## Llegat
L'Institut rus d'art teatral de 1934 a 1991, en honor de Lunatxarski, va ser batejat Institut Estatal d'Art Teatral A.V. Lunatxarski, rus: Государственный институт театрального искусства имени А.В.Луначарского.
L'asteroide (2446) Lunacharsky del cinturó d'asteroides, descobert el 14 d'octubre de 1971 per l'astrònoma soviètica Liudmila Txernikh, rep aquest nom en honor seu